# Зорі типу α2 Гончих Псів
Змінні типу α2 Гончих Псів (або α2 CVn змінна) — тип змінних зір головної послідовності зі спектральним класом від B8p до A7p. Вони мають сильні магнітні поля правильної структури (здебільшого дипольної) та сильні спектральні лінії кремнію, стронцію чи хрому. Їх яскравість зазвичай змінюється з амплітудою від 0,01 до 0,1 зоряної величини та періодом 0,5—160 діб.
Прототипом цього класу є зоря α² Гончих Псів, розташована у сузір'ї Гончих Псів. Вона є хімічно пекулярною і входить до подвійної системи.  Її яскравість змінюється з амплітудою 0,14 зоряної величини з періодом осьового обертання зорі 5,47 діб.
У зір цього типу разом зі зміною загального блиску змінюються інтенсивності та профілі деяких спектральних ліній поглинання з тим же періодом, що й період обертання. Вважається, що певні хімічні елементи нерівномірно розподілені на поверхні (в атмосферах) зір типу α2 CVn, тому ці елементи створюють острівці (плями) з підвищеним або зниженим вмістом елементу). У міру осьового обертання зорі, спостерігач бачитиме різні ділянки її поверхні, які матимуть локально різний хімічний склад та різну напруженість магнітного поля й які вносять свій вклад у формування спектральної лінії та у загальну яскравість зорі. Тому для різних фаз спостерігач бачитиме різні профілі та інтенсивності однієї і тієї ж самої лінії поглинання.